# Meadow Lark Lake
Meadow Lark Lake is een plaats (census-designated place) in de Amerikaanse staat Wyoming, en valt bestuurlijk gezien onder Big Horn County.

## Demografie
Bij de volkstelling in 2000 werd het aantal inwoners vastgesteld op 8.

## Geografie
Volgens het United States Census Bureau beslaat de plaats een oppervlakte van 50,0 km², waarvan 49,1 km² land en 0,9 km² water.

## Plaatsen in de nabije omgeving
De onderstaande figuur toont nabijgelegen plaatsen in een straal van 64 km rond Meadow Lark Lake.